# Albert Dupouy
Albert Dupouy (ur. 21 lutego 1901 w Carignan, zm. 1 grudnia 1973 w Mérignac) – francuski rugbysta, olimpijczyk, zdobywca srebrnego medalu w turnieju rugby union na Letnich Igrzyskach Olimpijskich w 1924 roku w Paryżu.

## Kariera sportowa
W trakcie kariery sportowej związany był z klubami Cahors rugby, SA Bordelais, US Montauban oraz Stade bordelais.
Z reprezentacją Francji zagrał w turnieju rugby union na Letnich Igrzyskach Olimpijskich 1924. Wystąpił w jednym meczu tych zawodów – 4 maja Francuzi rozgromili na Stade de Colombes Rumunię 61–3. Wygrywając z Rumunami, lecz przegrywając z USA zajęli w turnieju drugie miejsce zdobywając tym samym srebrne medale igrzysk.
W reprezentacji Francji w roku 1924 rozegrał łącznie 2 spotkania zdobywając 6 punktów.
Po zakończeniu kariery sportowej został inspektorem celnym.